# 吉野工業所
株式会社吉野工業所（よしのこうぎょうしょ）は、東京都江東区大島に本社を置き、関東を中心に工場を展開するプラスチック容器等を製造するメーカーである。1935年に創立。

## 事業内容

### 製品
- インジェクション成形
- ダイレクトブロー成形
- ペットボトル
- プラスチックチューブ成形
- 食品用軽量薄肉容器（インジェクション成形、サーモフォーミング成形）
- ポンプ・スプレー
- 金属化粧品容器

### 製造方法
- インジェクション成形
- ブロー成形
  - ダイレクトブロー成型
  - インジェクションブロー成形（ペットボトル）
- チューブ成形
- サーモフォーミング成形
- 蒸着、塗装

## 沿革
- 1935年 コルク製造販売の事業を創立
- 1942年 コルク製造に併せてベークライトの加工・販売を開始
- 1945年 ベークライト・ユリア樹脂による化粧品・薬品・食品の容器・キャップの加工販売を開始
- 1952年 米国から射出成形機を購入し日本のプラスチック容器業界における射出成形の先駆を切る
- 1955年 国内ブロー成形の草創期にいち早く成形技術を研究し、第6回輸出包装展に出品、通産大臣賞受賞
- 1961年 米国最大のブローメーカー、プラックスコーポレーション社（現モンサント社）と技術援助契約並びに実施権契約を締結し専用実施権者となる
- 1967年 米国サッチャーグラス社（現コートールズパッケージング社）が有するプラスチックチューブの再実施権契約を締結
- 1970年 表面装飾技術としての真空蒸着技術を開発、生産を開始
- 1971年 金型加工専用工場として那須小川工場（栃木県）を新設、操業開始
- 1973年 米国サンビーム・プラスチック社と安全キャップに関する専用実施権契約を締結
- 1974年 成形技術及び成形機械等の研究開発のため神奈川技術研究所を新設
- 1975年 ノンガスタイプのYスプレーを開発、販売を開始
- 1976年 日本で初めてのPET樹脂（ペットボトル）による醤油用ボトルの生産を開始　仏ルブール・SMT社（コープ･アルマングループ）に対し、Ｙスプレーの技術援助契約を締結、製品の輸出を行う
- 1978年 サーモフォーミング及び薄肉の射出成形による食品容器の生産を開始
- 1981年 ビール用及び熱充填用PETボトルの生産を開始 シャンプー・ハンドソープ用のポンプとして、P-300シリーズのポンプを開発、生産を開始
- 1982年 米国モンサント社と2軸延伸容器に関する技術交換契約を締結
- 1989年 リターナブルPAN容器の生産を開始、ビール用ボトルとして日本で初めて採用される プラスチック製缶詰容器を開発
- 1994年 工業所有権制度関係功労により特許庁長官賞を受賞 SPE（全米プラスチック技術者協会）よりブロー部門賞を受賞
- 1994年 タイ・ムーンパッターナ社と合同で「ヨシノ・ムーンパッターナ社」を設立
- 1996年 ISO 9002 プラスチック及びラミネートチューブ容器の製造資格取得

## 事業所
- 本社・東京工場：東京都江東区大島3丁目2番6号
- 大阪工場：大阪府茨木市宇野辺1丁目6番9号
- 松戸工場：千葉県松戸市稔台310
- 市川工場：千葉県市川市塩浜4丁目8番1号
- 筑波工場：茨城県稲敷郡阿見町吉原3298-12
- 群馬工場：群馬県藤岡市岡之郷字高木350
- 藤岡工場：群馬県藤岡市上大塚1200
- 伊勢崎工場：群馬県伊勢崎市飯島町540-1
- 栃木工場：栃木県栃木市吹上町1550
- 宇都宮工場：栃木県芳賀郡芳賀町西水沼2150
- 真岡工場：栃木県真岡市松山町21番3号
- 那須小川工場：栃木県那須郡那珂川町吉田28
- 小川第二工場：栃木県那須郡那珂川町小川3415-26
- 小川金型工場：栃木県那須郡那珂川町小川3415
- 静岡工場：静岡県磐田市森本900
- 滋賀工場：滋賀県近江八幡市安土町西老蘇310
- 福岡工場：福岡県豊前市岸井480
- 大分工場：大分県宇佐市大字西大堀540
- 赤穂工場：兵庫県赤穂市西浜北633-1
- 神奈川技術研究所 / 基礎研究所：神奈川県伊勢原市三ノ宮380
- アメリカ・シカゴ工場：イリノイ州ユニバーシティパークパルマー街2500
- タイ工場：チャチューンサオ県バーンパコン郡ウェルグロー工業団地 - ヨシノ・ムーンパッターナ